# Veli Rat
Veli Rat je naselje na  Dugem otoku (Hrvaška), ki upravno spada pod občino Sali Zadrske županije.

## Geografija
Veli Rat leži na severozahodnem delu Dugega otoka na koncu zaliva Čuna. Obala vzdolž naselja je porasla z borvci. Ob naselju je lepa peščena plaža z novo marino, ki stoji pri vhodu v zaliv. Jugovzhodno od naselja je zaliv Saharun. Severozahodno od naselja pa stoji eden večjih in lepših svetilnikov »Veli Rat« postavljen leta 1849.
V zalivu je pomol v obliki črke L, na katerega se lahko privežejo tudi večja plovila. Kadar pihajo severozahodni vetrovi je morje v zalivu vzvalovano. Ob obali v zalivu je še več manjših pomolov.
Svetilnik »Veli Rat«, ki je z višino 42 metrov najvišji na vzhodni obali Jadrana, oddaja svetlobni signal: B Bl(2) 20s. Nazivni domet svetilnika je 22 milj. Svetilnik ponuja dva apartmaja, v katerem turisti lahko prežive dopust.
Marina »Veli Rat« ima 150 privezov v morju in več pomolov. Vhod v zaliv, kjer stoji marina je ozek, širok 30 metrov in zavarovan s svetilnikom, ki oddaja svetlobni signal: Z Bl 4s.
Zaliv Čuna je popolnoma zaprt zaliv z vhodom širokim 30 in globokim 2,5 metra. Ves zaliv je namenjen sidranju, mogoče pa se je privezati tudi na boje. Globina morja v zalivu je do 3,5 metra. Dno je blatno, ki dobro drži sidro.

## Prebivalci
V naselju stalno živi okoli 200 prebivalcev.
| Pregled števila prebivalcev po letih | Pregled števila prebivalcev po letih | Pregled števila prebivalcev po letih | Pregled števila prebivalcev po letih | Pregled števila prebivalcev po letih | Pregled števila prebivalcev po letih | Pregled števila prebivalcev po letih | Pregled števila prebivalcev po letih | Pregled števila prebivalcev po letih | Pregled števila prebivalcev po letih | Pregled števila prebivalcev po letih | Pregled števila prebivalcev po letih | Pregled števila prebivalcev po letih | Pregled števila prebivalcev po letih | Pregled števila prebivalcev po letih |
| ------------------------------------ | ------------------------------------ | ------------------------------------ | ------------------------------------ | ------------------------------------ | ------------------------------------ | ------------------------------------ | ------------------------------------ | ------------------------------------ | ------------------------------------ | ------------------------------------ | ------------------------------------ | ------------------------------------ | ------------------------------------ | ------------------------------------ |
| 1857                                 | 1869                                 | 1880                                 | 1890                                 | 1900                                 | 1910                                 | 1921                                 | 1931                                 | 1948                                 | 1953                                 | 1961                                 | 1971                                 | 1981                                 | 1991                                 | 2001                                 |
| 263                                  | 533                                  | 230                                  | 320                                  | 315                                  | 337                                  | 452                                  | 300                                  | 286                                  | 282                                  | 245                                  | 239                                  | 167                                  | 140                                  | 83                                   |

## Gospodarstvo
Glavna gospodarska dejavnost kraja je turizem in ribolov. V kraju je poleg marine tudi trgovina in več restavracij. Gostom nudijo turistične sobe in apartmaje.

## Zgodovina
Veli Rat je bil naseljen že v rimskem obdobju. Današnje naselje pa se v starih zapiskih prvič omenja leta 1327; iz tistaga časa je verjetno tudi cerkev sv. Ane. V naselju stoji tudi kapelica sv. Nikole - zaščitnika mornarjev.